# Климент (Стояновский)
Архимандри́т Кли́мент (в миру Ксенофо́нт Ива́нович Стояно́вский; ок. 1849 — 18 января 1906) — архимандрит Русской православной церкви, настоятель Московского Новоспасского монастыря.

## Биография
В 1873 году окончил Киевскую духовную академию и был определён смотрителем Каменец-Подольского духовного училища.
В 1885 году был пострижен в монашество с именем Климент и назначен инспектором Вологодской духовной семинарии. В 1887 году был уволен от должности инспектора и переведён преподавателем в Воронежскую духовную семинарию.
С 5 февраля 1893 года — ректор Витебской духовной семинарии с возведением в сан архимандрита.
В 1896 году определён старшим цензором Санкт-Петербургского духовно-цензурного комитета. В 1898 году назначен настоятелем Московского Новоспасского монастыря.
Скончался 18 января 1906 года.